# ماهون چینی
ماهون چینی (نام علمی: Toona sinensis) نام یک گونه از تیره زیتون‌تلخیان است.